# ベッサス
ベッサス（ラテン語: Bessas，ギリシア語: Βέσσας，470年代 ? - 554年以降 ?）は、東ローマ帝国の将軍、マギステル・ミリトゥム（軍司令官）。トラキア地方出身のゴート族である。皇帝ユスティニアヌス1世（在位527年 - 565年）でキャリアを積み、サーサーン朝ペルシア帝国との間で争われたイベリア戦争や、ベリサリウスの指揮下で戦ったゴート戦争第一期（535年 - 540年）において戦功を挙げた。しかし、ベリサリウスが去った後のゴート戦争第二期（540年 - 554年）では、東ゴート軍勢にローマを蹂躙された“ローマ略奪”（546年）を許すなど失策もあった。帝国各地で紛争が勃発したため、高齢ではあったがラジカ戦争での指揮も任された。